# 和冠
和冠（日語：ワコム）是日本一家生产数码绘图板的公司，也可指其创立的品牌。公司於1983年在日本埼玉縣成立，现在和冠也指其生产的专门为艺术家、设计工作者设计制造的数位板产品，目前市佔率較同類型繪圖板為高。该公司同时也生产用于平板电脑和电子书的触控笔，例如E Ink公司的显示器就有对Wacom电磁笔的内置模块。

## 歷史
1983年7月，村上東在埼玉縣上尾市成立Wacom。1985年6月，Wacom總部遷往埼玉縣北葛飾郡鷲宮町（今久喜市）。1993年1月，Wacom總部遷往埼玉縣北埼玉郡大利根町（今加須市）。2003年4月，Wacom股票在JASDAQ上市。2005年12月，Wacom股票在東京證券交易所第一部上市。2006年12月，Wacom股票停止在JASDAQ上市。

## 產品

### 自家產品

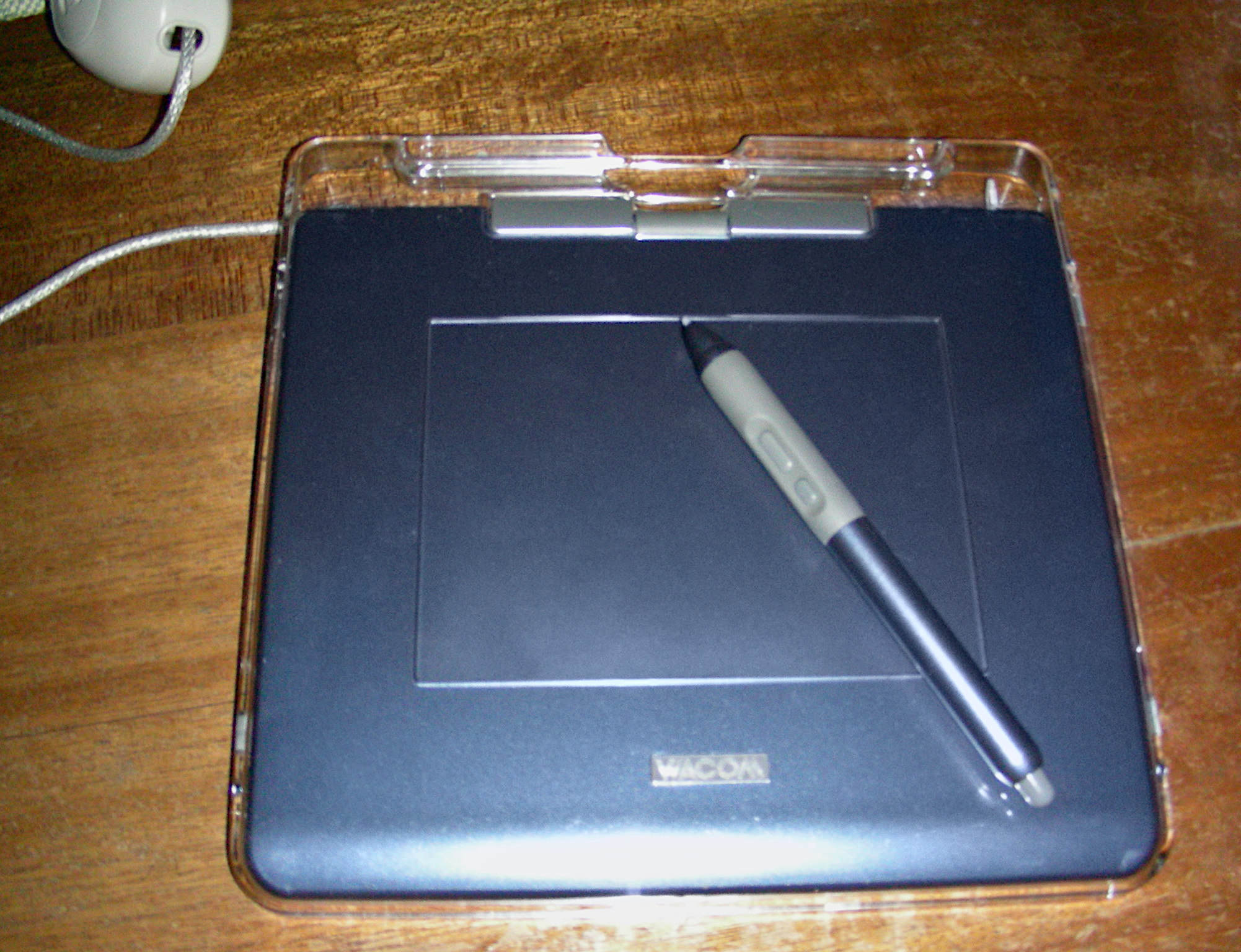
WACOM Graphire 4 數位板（Graphire系列已停產）

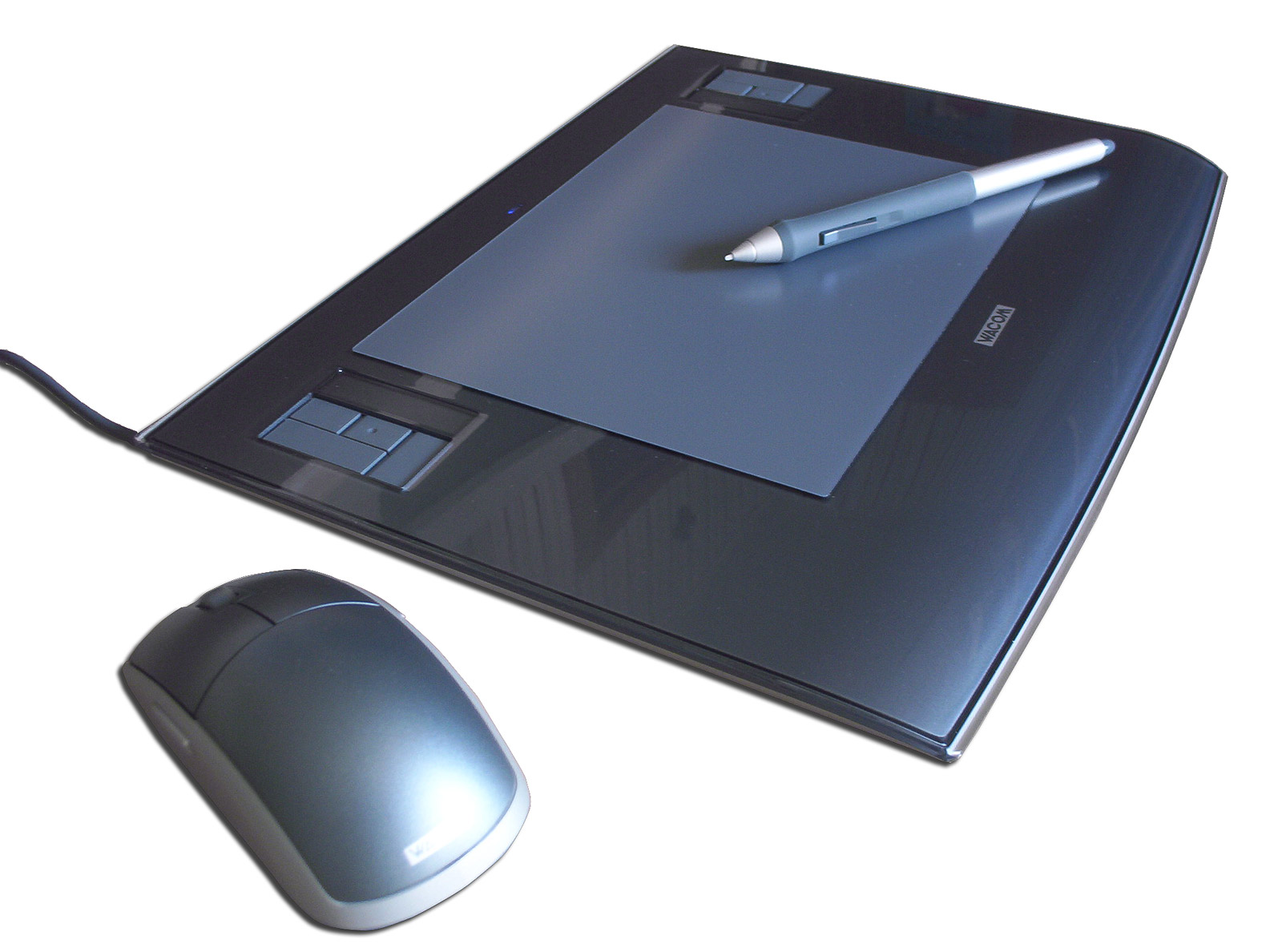
WACOM intuos3

- Cintiq

將繪圖板與LCD面板結合，使用者能直接在彩色面板上作圖。
是目前Wacom價位最高的繪圖板。
- Bamboo Pad

針對有觸控使用需求的使用者而推出的隨插即用觸控板。
2013年9月13日的產品線更新中增加了感壓有512階的觸控筆，並推出USB有線及Wireless無線二種版本。
由於該項產品訴求並非繪圖使用，所以感壓功能僅在Bamboo Page及微軟Office筆跡工具中支援。
- Bamboo Pen

屬於較為低階的繪圖板，但按壓層多達1024階。業餘或非專業的人士較常使用。目前最新版本為第四代。
目前細分為三種，「Bamboo Fun Pen & Touch」、「Bamboo Pen & Touch」 、「Bamboo Pen」。
其中「Pen」屬有感壓層；「Touch」則有多點觸控。
「Bamboo Fun Pen & Touch」及「Bamboo Pen & Touch」能夠搭配無線配件，快捷鍵可自訂（四枚），觸控系統為多點式觸控。
在2013年9月13日的產品線更新中正式停產。
- Intuos

Intuos為較多專業人士使用的繪圖板，其感壓精細程度可高達2048階，是美術設計最常使用的專業繪圖板。
能夠搭配無線配件，快捷鍵可自訂（八枚），觸控系統為多點式觸控。
在2013年9月13日，該公司更新了此產品線，分別帶來高低階的Intuos Pro與Intuos繪圖板。
後者為繼承Bamboo Pen為初階使用者設計，設計採用銀黑配色，前低後高有點楔型的設計，並將以往在左右側中央的線組移到了板子的上緣，對稱設計不分左右手操作，連接線置於左上角。另外，Wacom在最新的驅動更新中將原本的筆觸壓力1024階改為2048 階的入門款 Intuos。且與不同的軟體搭配銷售，Intuos Draw隨附ArtRage Lite，Intuos Art隨附Corel Painter Essentials 5，Intuos Photo 隨附Corel® PaintShop® Pro X8（Windows版）和Corel® Aftershot® Pro 2（Windows版和Mac版）以及Macphun pro 套件（tonality pro、intensify pro、snapheal pro、noiseless pro，適用於Mac)，Intuos Comic隨附Clip Studio Paint Pro，Intuos 3D隨附Pixologic出品的ZBrushCore。
2018年3月22日，推出4096階與搭載藍芽的全新數位版。
- Intuos Pro

Intuos Pro為進階規格的繪圖板產品，可以看作是第六代的Intuos，擁有2048階的感壓，並且因應不同的使用需求，一共有推出小（320 x 208 x 12mm）、中（380 x 251 x 12mm）、大（487 x 318 x 12mm）三種不同尺寸可以選擇，並可同時支援在PC或是Mac平台電腦上使用，其中的中型還推出白色款。
此代Intuos Pro附贈無線模組。
- Signature Tablets

屬於商務簽名用LCD簽名板。可將資料保密、禁止塗改。

### 使用其技術的非自家產品
- S-pen（三星電子）

：S-pen是由三星電子所設計的觸控筆系列產品，最早在2011年8月隨著三星Galaxy Note一同亮相，為三星Note系列的標誌性配備。